# Can Mònica
Can Mònica és una masia de Sils (Selva) inclosa a l'Inventari del Patrimoni Arquitectònic de Catalunya.

## Descripció
És un edifici de dues plantes, la coberta amb vessants a laterals i la cornisa catalana. Preserva la seva estructura original, amb porta d'arc de mig punt amb grans dovelles, situada al centre, i la finestra central que destaca per tenir l'arc conopial de tres arquets. Hi ha alatres obertures, les dues finestres laterals, una amb impostes i l'altra d'arc conopial i dues hèlix en relleu. A la planta baixa dues finestres més, a cada costat de la porta, tenen la llinda, a diferència de les del pis superior, tenen la llinda rectangular, els brancals i l'ampit de pedra monolítica. A la paret, al costat dret de la porta hi ha dues plaques de ceràmica amb els números 37 i 24. Cal destacar l'ampit de les finestres que presenta relleus decoratius. A la façana hi ha un banc adossat a la part esquerra, i al davant, una gran taula, també de pedra. El parament del mur és arrebossat i pintat de blanc. Malgrat preservar l'estructura, s'ha restaurat.
Al darrere i al costat esquerre hi ha una ampliació posterior. A l'interior es conserva l'estructura original i els embigats de fusta de la cuina i del menjador, la resta de forjats s'han substituït per bigues de formigó.